# Dekanat Brzeźnica nad Wartą
Dekanat Brzeźnica nad Wartą – jeden z 36 dekanatów rzymskokatolickich należących do archidiecezji częstochowskiej. Należy do regionu radomszczańskiego.

## Parafie
Do dekanatu Brzeźnica nad Wartą należy 6 parafii:
- Dworszowice Kościelne – parafia św. Michała Archanioła
  - kościół parafialny – pw. św. Michała Archanioła
  - Wola Jankowska – kaplica pw. Podwyższenia Krzyża Świętego
- Jedlno – parafia Wszystkich Świętych
  - kościół parafialny – pw. Wszystkich Świętych
  - kaplica (ss. Sercanki) pw. Najświętszego Serca Pana Jezusa
- Nowa Brzeźnica – parafia św. Jana Chrzciciela
  - kościół parafialny – pw. św. Jana Chrzciciela
  - Stara Brzeźnica – kościół filialny pw. św. Stanisława BM
  - Dubidze – kościół filialny pw. św. Floriana
  - Kuźnica – kościół filialny pw. NMP Nieustającej Pomocy
- Prusicko – parafia św. Barbary
  - kościół parafialny – pw. Najświętszego Serca Pana Jezusa
  - Wólka Prusicka – kościół filialny pw. św. Jerzego
- Strzelce Wielkie – parafia Opatrzności Bożej
  - kościół parafialny – pw. Opatrzności Bożej
- Wiewiec – parafia św. Marcina
  - kościół parafialny – pw. św. Marcina BW
  - Dębowiec Mały – kościół filialny pw. św. Floriana
  - Krzywanice – kościół filialny pw. Miłosierdzia Bożego